# Брандт, Макс Август Сципион фон
Барон Максимилиан Август Сципион фон Брандт (нем. Maximilian August Scipio von Brandt; 8 октября 1835, Берлин — 24 августа 1920, Веймар) — немецкий дипломат, востоковед,публицист.

## Биография
Сын прусского генерала и военного писателя Августа Генриха фон Брандта. В молодости служил офицером в прусской армии.
С 1860 года — на дипломатической работе. В 1860—1861 годах участвовал в прусской экспедиции в Восточную Азию, в результате которой в январе 1861 года было подписано прусско-японское торговое соглашение. Затем служил консулом, позже генеральным консулом Северогерманского союза, а с 1872 года — министром-резидентом Германской империи в Японии.
С 1875 по 1893 год — германский имперский эмиссар в Китае. В 1882—1883 годах заключил соглашение о торговле и дружбе с Кореей.
Глубоко изучил культуру и историю Восточной Азии. Пользовался высокой репутацией в пекинском обществе. В Пекине на протяжении многих лет был дуайеном дипломатического корпуса.
Активно продвигал торговые интересы Германии, был одним из инициаторов открытия немецкой пароходной линии из Германии в Китай и основания в феврале 1889 года Германо-азиатского банка в Шанхае.
Автор ряда сочинений и научно-популярных книг о Восточной Азии.
Макс фон Брандт был также коллекционером восточноазиатского искусства. Из Китая отправлял много экспонатов в Берлинский музей предметов искусства Восточной Азии.

## Избранные публикации
- Sprache und Schrift der Chinesen, Breslau, (ок. 1883).
- Aus dem Land des Zopfes — Plaudereien eines alten Chinesen, (Leipzig 1884).
- Sittenbilder aus China — Mädchen und Frauen — Ein Beitrag zur Kenntnis des chinesischen Volkes, (Stuttgart 1895).
- Die Zukunft Ostasiens — Ein Beitrag zur Geschichte und zum Verständnis der ostasiatischen Frage, (Stuttgart 1895).
- Drei Jahre ostasiatische Politik 1894-97, (Stuttgart 1897).
- Ostasiatische Fragen — China, Japan, Korea — Altes und Neues, (Berlin 1897).
- Colonien- und Flottenfrage (Vortrag), (Berlin 1897).
- Die politische und commerzielle Entwicklung Ostasiens während der jüngsten Zeit (Vortrag), (Leipzig 1898).
- Die chinesische Philosophie und der Staats-Confucianismus, (Stuttgart 1898).
- China und seine Handelsbeziehungen zum Ausland mit besonderer Berücksichtigung der deutschen (Berlin 1899).
- Industrielle und Eisenbahn-Unternehmungen in China (Berlin 1899).
- Zeitfragen — die Krisis in Südafrika — China — Commerzielles und Politisches (Berlin 1900).
- 33 Jahre in Ostasien — Erinnerungen eines deutschen Diplomaten, (Leipzig 1901).
- Fremde Früchte — Sienkiewicz/Hearn/Kipling/Gorki, (Stuttgart 1904).
- Die englische Kolonialpolitik und Kolonialverwaltung, (Hallе 1906).
- Der Gegensatz der Japaner und Nordamerikaner im Stillen Ozean. (1907).
- George Bogle und Thomas Manning: Aus dem Lande der lebenden Buddhas. (Hamburg 1909).
- Der Chinese in der Öffentlichkeit und der Familie (Berlin, ок. 1910).
- China, Japan und Korea in: Weltgeschichte ((Leipzig/Wien 1913).
- China und Japan jetzt und später, (Leipzig 1914).
- Japan. Erinnerungen eines deutschen Diplomaten (Hamburg, Berlin, 1912).